# Matti Blind Berg
Mats "Matti" Thomas Blind Berg, tidigare Berg, född 20 januari 1958 i Jukkasjärvi församling, Norrbottens län, är en svensk samisk politiker.

## Biografi
Matti Blind Berg föddes 1958 i Jukkasjärvi församling. Han valdes 2013 till ledamot av Sametinget för Samelandspartiet. Blind Berg valdes 3 juni 2021 till ordförande för Svenska Samernas Riksförbund, där han efterträdde Åsa Larsson Blind.